# 布扎寺
布扎寺，位于西藏自治区日喀则市萨嘎县雄如乡，是一座藏传佛教格鲁派寺院。

## 简介
布扎寺位于西藏自治区日喀则市萨嘎县雄如乡，在县城偏南方向，距离县城45公里，创建于1780年，为藏传佛教格鲁派寺院。
2012年，该寺的僧人塔杰被评为西藏自治区爱国守法先进僧尼。2012年12月25日，中共萨嘎县委召开“2012年和谐模范寺庙暨民族团结进步表彰大会”，萨嘎边防大队库郁寺、布扎寺驻寺民警获评为“优秀驻寺民警”，雄如边防派出所获评为“民族团结先进集体”。
2013年，萨嘎县人民政府对萨嘎县雄如乡布扎寺、库郁寺、努贡寺、土庆寺公路工程项目进行招标。